# Garden City (Minnesota)
Pour les articles homonymes, voir Garden City.
Garden City est une census-designated place située dans le comté de Blue Earth, dans l’État du Minnesota, aux États-Unis. Sa population s’élevait à 255 habitants lors du recensement de 2010.

## Source de la traduction
- (en) Cet article est partiellement ou en totalité issu de l’article de Wikipédia en anglais intitulé « Garden City, Minnesota » (voir la liste des auteurs).